# 冯钧平
冯钧平（1950年—），陕西西安人，回族，中华人民共和国政治人物、第十一届全国人民代表大会陕西地区代表。
毕业于中央党校经济管理专业。担任和谐投资董事局主席。2008年起担任全国人大代表。